# Тіфт (округ, Джорджія)
Шаблон:StateAbbr_ 31°28′ пн. ш. 83°32′ зх. д. / 31.46° пн. ш. 83.53° зх. д.
Округ  Тіфт (англ. Tift County) — округ (графство) у штаті  Джорджія, США. Ідентифікатор округу 13277.

## Історія
Округ утворений 1905 року.

## Демографія
За даними перепису 
2000 року 
загальне населення округу становило 38407 осіб, зокрема міського населення було 21461, а сільського — 16946.
Серед мешканців округу чоловіків було 18664, а жінок — 19743. В окрузі було 13919 домогосподарств, 10105 родин, які мешкали в 15411 будинках.
Середній розмір родини становив 3,1.
Віковий розподіл населення поданий у таблиці:
| Стать    | До 15 років | 15-21 | 22-29 | 30-39 | 40-49 | 50-65 | 65-85 | Понад 85 |
| -------- | ----------- | ----- | ----- | ----- | ----- | ----- | ----- | -------- |
| Чоловіки | 4454        | 2392  | 2162  | 2653  | 2653  | 2652  | 1571  | 127      |
| Жінки    | 4335        | 2147  | 2109  | 2691  | 2788  | 2873  | 2397  | 403      |

## Суміжні округи
- Ірвін — північний схід
- Беррієн — південний схід
- Кук — південь
- Колквіт — південний захід
- Ворт — захід
- Тернер — північний захід

## Виноски
1. ↑  U.S. Decennial Census. United States Census Bureau. Процитовано 26 червня 2014.
2. ↑  Historical Census Browser. University of Virginia Library. Архів оригіналу за 11 серпня 2012. Процитовано 26 червня 2014.
3. ↑  Population of Counties by Decennial Census: 1900 to 1990. United States Census Bureau. Процитовано 26 червня 2014.
4. ↑  Census 2000 PHC-T-4. Ranking Tables for Counties: 1990 and 2000 (PDF). United States Census Bureau. Процитовано 26 червня 2014.
5. ↑  State & County QuickFacts. United States Census Bureau. Архів оригіналу за 8 грудня 2015. Процитовано 18 лютого 2014. [Архівовано 2015-12-08 у Wayback Machine.](англ.) Наведено за англійською вікіпедією.
6. ↑  American FactFinder. Бюро перепису населення США. Архів оригіналу за 26 лютого 2012. Процитовано 31 січня 2008. [Архівовано 2008-05-21 у Wayback Machine.]

| США | Це незавершена стаття з географії США. Ви можете допомогти проєкту, виправивши або дописавши її. |